# Mustafar
Mustafar is de lavaplaneet in de Star Wars saga. Mustafar is te zien in Star Wars: Episode III: Revenge of the Sith. Aan het eind van Episode III moeten Obi-Wan Kenobi en de pas benoemde Darth Vader het daar tegen elkaar opnemen in een episch lichtzwaardduel.
Darth Vader verliest dit duel echter en wordt dodelijk verminkt door brandwonden. Darth Sidious voelde in de Kracht dat zijn leerling in de problemen zat en ging met een shuttle naar de planeet om hem van een zekere dood te redden.
Sidious kwam daar net op tijd nadat Obi-Wan wegging. Vader werd door keizerlijke shocktroopers op een medische capsule gezet en naar de stadsplaneet Coruscant gebracht om daar te worden behandeld aan zijn wonden en zijn speciale overlevingskleding en helm te ontvangen.
Voor het duel op leven en dood plaatsvond maakte Darth Vader een einde aan de Kloonoorlogen door de Separatistische leiders van de Confederacy of Independent Systems een voor een te doden en de droidlegers van hen te deactiveren op bevel van zijn nieuwe meester Darth Sidious. Sidious wilde maar een leger en dat was het leger Clone Troopers, dat later de naam Stormtroopers kreeg toebedeeld. Vader had geen moeite de zwaarbewaakte bunker van de Separatisten binnen te gaan, aangezien hij van Lord Sidious de toegangscode kreeg.
Padmé Amidala, senator van Naboo, werd voor het duel tussen de twee mannen met de Duistere Kant in een toestand van bewusteloosheid gebracht door haar man die nog niet lang daarvoor gewoon Anakin Skywalker heette.
Op Mustafar leven twee soorten wezens, de Zuidelijke Mustafarians, die leven van de mijnbouw en de Noordelijke Mustafarians.

## Star Wars: The Clone Wars
In de serie Star Wars: The Clone Wars die zich afspeelt tussen Episode II en Episode III komt Mustafar ook voor. De premiejager Cad Bane brengt hier Krachtgevoelige kinderen heen. Zij dienen een leger van Krachtgevoelige spionnen te worden voor Darth Sidious. Maar de plannen van Sidious werden verijdeld door de Jedi, die Bane arresteerden. Sidious gaf bevel aan zijn droids op Mustafar om de kinderen en de hele installatie die voor zijn doel was gebruikt te vernietigen. Zodoende konden de Jedi niet achterhalen wie de opdrachtgever van Cad Bane was geweest.

## Rogue One: A Star Wars Story
In de film Rogue One, die zich afspeelt tussen Star Wars: Episode III: Revenge of the Sith en Episode IV: A New Hope, bezoekt Director Orson Krennic de planeet. Hij heeft daar een ontmoeting met Darth Vader in zijn kasteel.